# Yves Hamon
Pour les articles homonymes, voir Hamon.
Yves Hamon, né le 9 septembre 1909 à Lennon et mort le 24 octobre 1980 dans la même ville, est un homme politique français.

## Détail des fonctions et des mandats
Mandats parlementaires
- 26 avril 1959 - 23 septembre 1962 : sénateur du Finistère
- 23 septembre 1962 - 1er octobre 1971 : sénateur du Finistère

Mandats locaux
- octobre 1947 - mai 1953 : maire de Lennon
- mai 1953 - mars 1959 : maire de Lennon
- 24 avril 1955 - 4 juin 1961 : conseiller général du canton de Pleyben
- mars 1959 - mars 1965 : maire de Lennon
- 4 juin 1961 - 24 septembre 1967 : conseiller général du canton de Pleyben
- mars 1965 - mars 1971 : maire de Lennon
- 24 septembre 1967 - 23 septembre 1973 : conseiller général du canton de Pleyben
- mars 1971 - mars 1977 : maire de Lennon